# Ekaterini Thanou
Ekaterini Thanou (em grego:  Αικατερίνη Θάνου; 1 de fevereiro de 1975) é uma atleta grega. Ganhadora da medalha de prata nos Jogos Olímpicos de Verão de 2000, Thanou foi suspensa após faltar ao exame antidoping na véspera do início dos Jogos Olímpicos de Verão de 2004, em Atenas.